# William C. Dement
William C. Dement, teljes nevén William Charles Dement (Wenatchee, Washington, 1928. július 29. – Stanford, 2020. június 17.) amerikai alváskutató, a Stanford Egyetem alváskutató központjának alapítója. 
Az alvás, az alvásmegvonás, valamint az alvászavarok, például az alvási apnoe és a narkolepszia diagnosztizálása és kezelése terén vezető szaktekintély volt. Az Egyesült Államokban korábban ismeretlen területen végzett úttörő munkájáért néha az alvásgyógyászat amerikai atyjaként emlegetik.

## Életpályája
1950-es években a Chicagói Egyetemen is tanult. Dement volt az első, aki intenzíven tanulmányozta a gyors szemmozgás és az álmodás közötti kapcsolatot. Diáktársa, Eugene Aserinsky említette neki, hogy „Dr. Kleitman és én úgy gondoljuk, hogy ezek a szemmozgások kapcsolatban lehetnek az álmodással.” Aserinsky, valamint az ő és W. C. Dement tanácsadója, Nathaniel Kleitman már korábban is felfigyeltek az összefüggésre, de nem tartották túl érdekesnek. Dement érdeklődött a pszichiátria iránt, amely akkoriban fontosnak tartotta az álmokat, ezért izgatottan várta a felfedezést, és lelkesen folytatta. 
A Chicagói Egyetemen 1955-ben doktorált, majd 1957-ben neurofiziológiából doktorált a Kleitman által felügyelt Rapid eye movements during sleep in schizophrenics and non-schizophrenics and their relation to dream recall című dolgozatáért.

## Munkássága
Az 1950-es évek végén - az 1960-as évek elején kezdte meg az alvásmegvonással kapcsolatos munkáját a Mount Sinai Kórházban. 1964-ben figyelemmel kísérte és segítette Randy Gardner sikeres kísérletét, hogy megdöntse a leghosszabb alvás nélküli idő rekordját. Az első kutatók között volt, akik elektroenkefalogram (EEG) segítségével vizsgálták az alvó alanyokat, és azt írta: „Úgy vélem, hogy az alvás tanulmányozása 1953-ban vált igazi tudományos területté, amikor végre képes voltam egész éjszakán át tartó, folyamatos felvételeket készíteni az alvás közbeni agy- és szemtevékenységről”. Ezeket a felvételeket tanulmányozva fedezte fel és nevezte el az alvás öt szakaszát.  Dr. Christian Guilleminault-val együttműködve Dement javasolta azt a mérőszámot, amelyet ma is használnak az alvási apnoe klinikai meghatározására és súlyosságának értékelésére, az Apnoe-Hypopnoe-indexet (AHI).
Dement, aki a Stanford Egyetem Orvosi Karának pszichiátria és viselkedéstudományok professzora, 1971-ben indította el a Stanfordon a nagy és népszerű „Alvás és álmok” kurzust.
1975-ben alapította meg az Amerikai Alvászavarok Szövetségét, amely ma Amerikai Alvásgyógyászati Akadémia néven ismert, és az első tizenkét évben ő volt az elnöke. Ugyanebben az évben Mary Carskadonnal együtt feltalálta az álmosság mérésére használt Multiple Sleep Latency Tesztet, amely azt vizsgálja, hogy az emberek milyen gyorsan alszanak el, az alváskezdési latenciát, több nappali lehetőség során. Később beiktatták az Amerikai Alvási és Légzési Akadémia (ASBA) Hírességek Csarnokába, és az ASBA 2016-os éves ülésén tartotta utolsó konferencia-előadását az egészségügyi szakembereknek.
Emellett elnöke volt az alvászavarok kutatásával foglalkozó nemzeti bizottságnak, amelynek zárójelentése közvetlenül vezetett a Nemzeti Egészségügyi Intézeten belül egy új ügynökség, az alvászavarok kutatásával foglalkozó nemzeti központ létrehozásához.
Dement volt a The Promise of Sleep és a The Sleepwatchers című könyvek szerzője, és ő írta a terület első egyetemi tankönyvét. 2012-ben az Sleepwalk with Me című független vígjátékban szerepelt a The Promise of Sleep, és Dement egy cameo-szerepben is feltűnt a filmben.
Akadémiai pályafutása kezdetén jazz-zenész volt, és basszusgitáron játszott. A Washingtoni Egyetemen Quincy Jones-szal játszott, ez idő alatt összebarátkozott Ray Charles-szal is. Az 1980-as évek végén, amikor a Stanfordon tanult, legalább egy alkalommal együtt játszott a rezidens művész Stan Getzzel is.
Családjával Észak-Kaliforniában élt. 
A kaliforniai Stanfordban halt meg 2020. június 17-én, 91 éves korában szív- és érrendszeri betegségben.

## Válogatott publikációk
- Dement, W; Kleitman, N (1957). "The relation of eye movements during sleep to dream activity: An objective method for the study of dreaming". Journal of Experimental Psychology. 53 (5): 339–346. CiteSeerX 10.1.1.308.6874. doi:10.1037/h0048189. PMID 13428941.
- Dement, W; Kleitman, N (1957). "Cyclic variations in EEG during sleep and their relation to eye movements, body motility, and dreaming". Electroencephalography and Clinical Neurophysiology. 9 (4): 673–690. doi:10.1016/0013-4694(57)90088-3. PMID 13480240.
- Dement, W (1960). "The effect of dream deprivation". Science. 131 (3415): 1705–1707. Bibcode:1960Sci...131.1705D. doi:10.1126/science.131.3415.1705. PMID 13815805.
- Roffwarg, HP; Muzio, JN; Dement, WC (1966). "Ontogenetic development of the human sleep-dream cycle". Science. 152 (3722): 604–619. Bibcode:1966Sci...152..604R. doi:10.1126/science.152.3722.604. PMID 17779492.
- Dement, William C (1974). Some must watch while some must sleep. San Francisco: W.H. Freeman. ISBN 978-0-7167-0769-1.
- Guilleminault, C; Tilkian, A; Dement, WC (1976). "The sleep apnea syndromes". Annual Review of Medicine. 27: 465–484. doi:10.1146/annurev.me.27.020176.002341. PMID 180875.
- Carskadon, MA; Dement, WC; Mitler, MM; Roth, T; Westbrook, PR; Keenan, S (1986). "Guidelines for the multiple sleep latency test (MSLT): a standard measure of sleepiness". Sleep. 9 (4): 519–24. doi:10.1093/sleep/9.4.519. PMID 3809866.
- Dement, William C (1992). The sleepwatchers. Stanford, CA: Stanford Alumni Association. ISBN 978-0-916318-48-2.
- Dement, William C; Vaughan, Christopher (1999). The promise of sleep: a pioneer in sleep medicine explores the vital connection between health, happiness, and a good night's sleep. New York: Delacorte Press. ISBN 978-0-385-32008-5.
- Dement, WC (2005). "Sleep extension: getting as much extra sleep as possible". Clinics in Sports Medicine. 24 (2): 251–268, viii. doi:10.1016/j.csm.2004.12.014. PMID 15892922.
- Kryger, Meir H; Roth, Thomas; Dement, William C (2011). Principles and practice of sleep medicine (5th ed.). Philadelphia, PA: Saunders/Elsevier. ISBN 978-1-4160-6645-3.

## Fordítás
- Ez a szócikk részben vagy egészben  a   William C. Dement című angol Wikipédia-szócikk fordításán alapul.  Az eredeti cikk szerkesztőit annak laptörténete sorolja fel. Ez a jelzés csupán a megfogalmazás eredetét és a szerzői jogokat jelzi, nem szolgál a cikkben szereplő információk forrásmegjelöléseként.